# ولینگتون
وِلینگتون (به انگلیسی: Wellington) پایتخت کشور نیوزیلند در قسمت جنوب غربی جزیره شمالی میان تنگه کوک و رشته‌کوه ریموتاکا واقع شده‌است؛ ولینگتون جنوبی‌ترین پایتخت دنیا می‌باشد.
این شهر در ایالتی با همین نام و در دماغهٔ جنوبی جزیره شمالی و تقریباً در بخش مرکزی نیوزیلند واقع شده‌است. در محدوده بزرگتر یا استان ولینگتون علاوه بر این شهر بزرگ چندین شهر کوچک و محیط‌های روستایی متعددی قرار گرفته‌اند.
منطقهٔ شهری ولینگتون حدود ۳۸۶٬۰۰۰ نفر جمعیت دارد. بنا بر تخمین سال ۲۰۰۹ استان ولینگتون حدود ۴۷۸٬۶۰۰ نفر جمعیت دارد؛ ولینگتون پرجمعیت‌ترین پایتخت در قاره اقیانوسیه و سومین شهر بزرگ نیوزلند پس از اوکلند و کرایست چرچ است.

## تاریخ
بنابر مدارک موجود نام آرتور ولزلی برگرفته از اولین دوک این سرزمین است که پیروز جنگ واترلو بوده‌است. این دوک آرتور ولزلی نام داشت و شجاعت و دلاوری‌های او زبانزد مردم این بخش از کره خاکی است. آرتور ولزلی، نخستین دوک ولینگتون و فاتح نبرد واترلو بود.
در زبان مائوری نام این شهر به سه گونه توجیه می‌شود که هر یک به نوعی اشاره‌ای به بندر ولینگتون دارند. اولین گروه‌های اروپایی که از طریق مسیرهای آبی و کشتی به شهر وارد شدند به سال ۱۸۳۹ بازمی‌گردد. این گروه صد و پنجاه نفره در دهانهٔ رودخانه هات سکنی گزیدند. سال ۱۸۶۵ میلادی بود که پایتخت نیوزیلند از شهر اوکلند به ولینگتون منتقل شد و پارلمان کشور در هفتم ژوئیه ۱۸۶۲ بود که در ولینگتون استقرار یافت. در آن دوران جمعیت ولینگتون به عنوان دومین شهر بزرگ کشور تنها ۴۹۰۰ نفر بوده‌است که رقم پایینی بود.

## اقتصاد
اهمیت ویژه ولینگتون به دلیل وجود پارلمان و ادارات مرکزی و وزارتخانه‌های دولتی و به‌طور کلی مرکزیت سیاسی این شهر است که ولینگتون را به عنوان پایتخت کشور نیوزیلند متمرکز کرده‌است. مرکز این شهر به دلیل صحنه‌های هنری و کافی شاپ‌های زیبا و تفریح گاه‌های شبانه معروفیت فراوانی دارد؛ ولینگتون مرکز صنایع مهمی در زلاندنو است و بیشتر فیلم‌سازی و تئاتر و گروه‌های موسیقی و ارکستر و نمایشگاه‌های بین‌المللی و موزه‌های هنری در این شهر قرار دارد. (فیلم کینگ کونگ، آواتار و سه‌گانه ارباب حلقه‌ها در این شهر ساخته شده‌است)
از دیدگاه کیفیت بالای استاندارد زندگی ولینگتون مقام دوازدهم را در دنیا دارد. این رتبه‌بندی که متعلق به سال ۲۰۰۷ میلادی است ولینگتون را در مقام چهارم این شهرها که انگلیسی زبان هستند، قرار می‌دهد (اوکلند دیگر شهر نیوزیلند در مقام اول است). ولینگتون از لحاظ میزان درآمد شهروندی در مقام اول نیوزیلند است.

### جاذبه‌های توریستی ولینگتون
ولینگتون شهری توریستی است که جاذبه‌های گردشگری زیادی دارد و موزه‌ها و گالری‌های بی‌شماری در ولینگتون وجود دارد. سالانه نمایشگاه‌های متعددی در زمینه‌های مختلف هنری در شهر برگزار می‌شود و مردم از اقصا نقاط دنیا برای دیدن چنین فستیوال‌هایی به این شهر می‌آیند؛ ولینگتون دور افتاده‌ترین ولی زیباترین پایتخت جهان است. این شهر دارای شبکه‌های مدرنی اعم از کشتی‌رانی و تاکسی‌رانی و اتوبوس‌رانی لیموزین‌ها و فرودگاه ولینگتون خود یک جاذبه گردشگری و از مجهزترین فرودگاه‌های اقیانوسیه است. همان‌طور که اشاره شد این شهر از سه جزیره تشکیل شده و خطوط قایق‌رانی ویژه‌ای در مسیر بین جزایر به‌طور منظم فعالیت می‌کنند.
به‌طور متوسط سالیانه ۳٬۵۰۰٬۶۷۰ نفر از دیگر کشورهای جهان برای گردشگری به این شهر وارد می‌شوند.
بیشترین تراکم گردشگر در ماه مارس با بیش از ۵۰۰ هزار گردشگر بین‌المللی می‌باشد.
مکانی زیبا و فوق‌العاده که در محاصره تپه‌های هموار و زیبا قرار دارد.

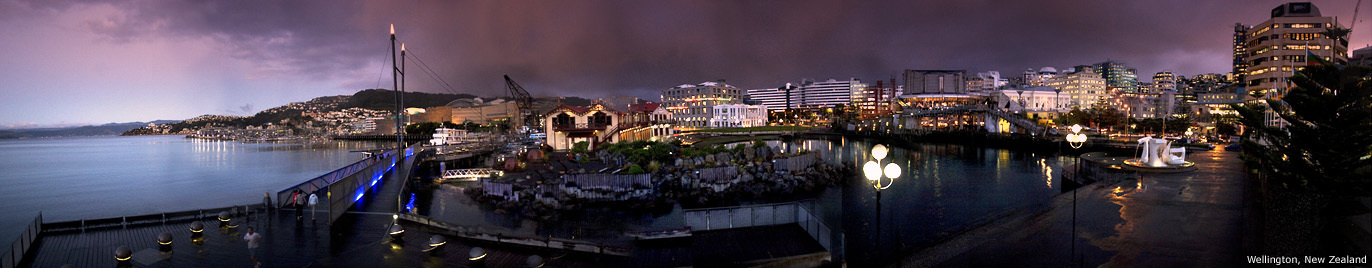
شهر ولینگتون در شب

چشم‌انداز مرکزی ولینگتون، نیوزیلند از قله کوه ویکتوریا در شب.

## جغرافیا
بندر ولینگتون متشکل از سه جزیره مجزا است. تقریباً از ۸۴ روز از سال تابش نور خورشید در شهر برقرار است(۲۰۲۵ ساعت). همان‌طور که اشاره شد بادهای نسبتاً تندی در ولینگتون می‌وزد و به همین اساس توربین‌های بادی یکی از منابع اصلی تولید نیرو در شهر است و مزارع بزرگی به همین منظور در شهر احداث شده‌است؛ ولینگتون به دلیل موقعت جغرافیایی خاص خود زمین لرزه‌های بسیاری را متحمل می‌شود و تاکنون خسارت‌های زیادی به شهر وارد شده‌است. زمین لرزه سال ۱۸۵۵ که در خط عرضی شمال به شرق رخ داد عظیم‌ترین زمین لرزه در تاریخ کشور نیوزیلند بوده‌است که در مقیاس ۸/۲ ریشتر به وقوع پیوست.
| داده‌های اقلیم ولینگتون (۱۹۸۱−۲۰۱۰) | داده‌های اقلیم ولینگتون (۱۹۸۱−۲۰۱۰) | داده‌های اقلیم ولینگتون (۱۹۸۱−۲۰۱۰) | داده‌های اقلیم ولینگتون (۱۹۸۱−۲۰۱۰) | داده‌های اقلیم ولینگتون (۱۹۸۱−۲۰۱۰) | داده‌های اقلیم ولینگتون (۱۹۸۱−۲۰۱۰) | داده‌های اقلیم ولینگتون (۱۹۸۱−۲۰۱۰) | داده‌های اقلیم ولینگتون (۱۹۸۱−۲۰۱۰) | داده‌های اقلیم ولینگتون (۱۹۸۱−۲۰۱۰) | داده‌های اقلیم ولینگتون (۱۹۸۱−۲۰۱۰) | داده‌های اقلیم ولینگتون (۱۹۸۱−۲۰۱۰) | داده‌های اقلیم ولینگتون (۱۹۸۱−۲۰۱۰) | داده‌های اقلیم ولینگتون (۱۹۸۱−۲۰۱۰) | داده‌های اقلیم ولینگتون (۱۹۸۱−۲۰۱۰) |
| ماه                                | ژانویه                             | فوریه                              | مارس                               | آوریل                              | مه                                 | ژوئن                               | ژوئیه                              | اوت                                | سپتامبر                            | اکتبر                              | نوامبر                             | دسامبر                             | سال                                |
| ---------------------------------- | ---------------------------------- | ---------------------------------- | ---------------------------------- | ---------------------------------- | ---------------------------------- | ---------------------------------- | ---------------------------------- | ---------------------------------- | ---------------------------------- | ---------------------------------- | ---------------------------------- | ---------------------------------- | ---------------------------------- |
| میانگین بیش‌ترین °C (°F)            | ۲۰٫۳ (۶۹)                          | ۲۰٫۶ (۶۹)                          | ۱۹٫۱ (۶۶)                          | ۱۶٫۶ (۶۲)                          | ۱۴٫۳ (۵۸)                          | ۱۲٫۲ (۵۴)                          | ۱۱٫۴ (۵۳)                          | ۱۲٫۲ (۵۴)                          | ۱۳٫۷ (۵۷)                          | ۱۴٫۹ (۵۹)                          | ۱۶٫۶ (۶۲)                          | ۱۸٫۵ (۶۵)                          | ۱۵٫۹ (۶۱)                          |
| میانگین روزانه °C (°F)             | ۱۶٫۹ (۶۲)                          | ۱۷٫۲ (۶۳)                          | ۱۵٫۸ (۶۰)                          | ۱۳٫۷ (۵۷)                          | ۱۱٫۷ (۵۳)                          | ۹٫۷ (۴۹)                           | ۸٫۹ (۴۸)                           | ۹٫۴ (۴۹)                           | ۱۰٫۸ (۵۱)                          | ۱۲٫۰ (۵۴)                          | ۱۳٫۵ (۵۶)                          | ۱۵٫۴ (۶۰)                          | ۱۲٫۹ (۵۵)                          |
| میانگین کم‌ترین °C (°F)             | ۱۳٫۵ (۵۶)                          | ۱۳٫۸ (۵۷)                          | ۱۲٫۶ (۵۵)                          | ۱۰٫۷ (۵۱)                          | ۹٫۱ (۴۸)                           | ۷٫۲ (۴۵)                           | ۶٫۳ (۴۳)                           | ۶٫۷ (۴۴)                           | ۷٫۹ (۴۶)                           | ۹٫۰ (۴۸)                           | ۱۰٫۳ (۵۱)                          | ۱۲٫۲ (۵۴)                          | ۹٫۹ (۵۰)                           |
| بارندگی میلی‌متر (اینچ)             | ۷۵٫۷ (۲٫۹۸)                        | ۶۹٫۸ (۲٫۷۵)                        | ۸۷٫۱ (۳٫۴۳)                        | ۸۳٫۶ (۳٫۲۹)                        | ۱۱۲٫۹ (۴٫۴۴)                       | ۱۳۲٫۸ (۵٫۲۳)                       | ۱۳۷٫۵ (۵٫۴۱)                       | ۱۱۳٫۷ (۴٫۴۸)                       | ۹۷٫۸ (۳٫۸۵)                        | ۱۱۴٫۹ (۴٫۵۲)                       | ۹۷٫۰ (۳٫۸۲)                        | ۸۴٫۴ (۳٫۳۲)                        | ۱٬۲۰۷٫۱ (۴۷٫۵۲)                    |
| میانگین روزهای بارندگی (≥ ۱.۰ mm)  | ۷٫۲                                | ۷٫۰                                | ۸٫۷                                | ۸٫۷                                | ۱۰٫۸                               | ۱۳٫۴                               | ۱۲٫۶                               | ۱۲٫۵                               | ۱۰٫۶                               | ۱۲٫۱                               | ۹٫۳                                | ۸٫۸                                | ۱۲۱٫۶                              |
| درصد رطوبت                         | ۸۱٫۰                               | ۸۳٫۳                               | ۸۲٫۶                               | ۸۳٫۲                               | ۸۵٫۲                               | ۸۶٫۱                               | ۸۶٫۳                               | ۸۴٫۷                               | ۸۰٫۸                               | ۸۱٫۳                               | ۷۹٫۷                               | ۸۰٫۷                               | ۸۲٫۹                               |
| میانگین روزانه ساعت‌های تابش آفتاب  | ۲۴۶٫۹                              | ۲۱۰٫۹                              | ۲۰۵٫۲                              | ۱۶۱٫۳                              | ۱۳۲٫۷                              | ۹۹٫۱                               | ۱۱۸٫۹                              | ۱۴۷٫۳                              | ۱۶۳٫۲                              | ۱۹۲٫۸                              | ۲۰۹٫۳                              | ۲۲۲٫۸                              | ۲٬۱۱۰٫۳                            |
| منبع: NIWA                         |                                    |                                    |                                    |                                    |                                    |                                    |                                    |                                    |                                    |                                    |                                    |                                    |                                    |